# Književnost u 1947.
◄◄ | ◄ | 1944. | 1945. | 1946. | 1947.  | 1948. | 1949. | 1950. | ► | ►►
Arhitektura • Astronautika • Astronomija • Biologija • Film • Fotografija • Glazba • Kazalište • Kemija • Kiparstvo • Knjige • Književnost • Kršćanstvo • Meteorologija • Medicina • Planinarstvo • Politika • Pravo • Promet • Slikarstvo • Strip • Šport • Televizija • Znanost • Zrakoplovstvo • Željeznički promet
Književnost u 1947.

## Svijet

### Književna djela
- Kuga Alberta Camusja

### Nagrade i priznanja
- Nobelova nagrada za književnost dodijeljena Andréu Gideu

### Rođenja
- 24. kolovoza – Paulo Coelho, brazilski romanopisac

### Smrti
- 5. veljače – Hans Fallada, njemački književnik (* 1893.)

## Vanjske poveznice
|  | Zajednički poslužitelj ima još gradiva o temi Književnost u 1947. |